# Cánico
Cánico o Gánico  (m. Lucania, 71 a. C.) fue un gladiador celta,  que se escapó de la escuela de gladiadores de Léntulo Batiato en Capua. Junto al tracio Espartaco, los galos Crixo, Enomao y Casto, se convirtió en uno de los líderes de los esclavos rebeldes durante la tercera guerra servil (73-71 a. C). En el invierno del 71 a. C, Gánico junto con Casto se separaron de Espartaco, llevando consigo un gran número de celtas y germanos, marcando la segunda gran división de la rebelión. Gánico y Casto encontraron su fin en Lucania cerca del Monte Soprano cuando Marco Licinio Craso, Pomptino y Rufo atrincheraron sus fuerzas, venciendo a los rebeldes en la batalla.

## En la ficción
- Gánico fue interpretado por Dustin Clare en la serie Spartacus: Gods of the arena,[3] Spartacus: Vengeance y Spartacus: War of the Damned.
- Gánico fue interpretado por Paul Telfer en la miniserie "Spartacus" (2004), comandando la caballería rebelde.